# Staurois
Genre
Synonymes
- Simomantis Boulenger, 1918

Staurois est un genre d'amphibiens de la famille des Ranidae.

## Répartition
Les six espèces de ce genre se rencontrent à Bornéo et aux Philippines.

## Liste d'espèces
Selon Amphibian Species of the World (17 juillet 2010) :
- Staurois guttatus (Günther, 1858)
- Staurois latopalmatus (Boulenger, 1887)
- Staurois natator (Günther, 1858)
- Staurois nubilus (Mocquard, 1890)
- Staurois parvus Inger & Haile, 1959
- Staurois tuberilinguis Boulenger, 1918

## Publication originale
- Cope, 1865 : Sketch of the primary groups of Batrachia s. Salientia. Natural History Review, New Series, vol. 5, p. 97-120 (texte intégral).